# Larry Abbott
Pour les articles homonymes, voir Abbott.
Larry Abbott (né en 1950) est un neuroscientifique américain, titulaire de la chaire William Bloor de professeur de neuroscience théorique à l'Université Columbia, où il a aidé à créer le Centre de neuroscience théorique. Il est largement considéré comme l'un des leaders des neurosciences computationnelles, et il est co-auteur du premier manuel complet sur la neuroscience théorique.

## Biographie
Il est à l'origine un physicien spécialisé en théorie des particules à l'Université Brandeis, mais il rejoint le laboratoire d'Eve Marder en 1998 et y a passé les dix années suivantes à l'étude des réseaux de neurones. Avec Marder, il a contribué à inventer la technique du clamp dynamique.
En 2004, il part de Brandeis pour Columbia. En 2016, il participe au International Brain Laboratory.

## Prix et distinctions
- 2004 National Institutes of Health Director's Pioneer Award (en)[3]
- 2013 Prix de neuroscience mathématique, avec Haim Sompolinsky (en)
- 2014 Prix Swartz[4]
- 2014 membre de l'Académie nationale des sciences[5]